# Dobson (North Carolina)
Dobson is een plaats (town) in de Amerikaanse staat North Carolina en valt bestuurlijk gezien onder Surry County.

## Demografie
Bij de volkstelling in 2000 werd het aantal inwoners vastgesteld op 1457.
In 2006 is het aantal inwoners door het United States Census Bureau geschat op 1506, een stijging van 49 (3,4%).

## Geografie
Volgens het United States Census Bureau beslaat de plaats een oppervlakte van
4,6 km², geheel bestaande uit land. Dobson ligt op ongeveer 330 m boven zeeniveau.

## Plaatsen in de nabije omgeving
De onderstaande figuur toont nabijgelegen plaatsen in een straal van 20 km rond Dobson.